# Q Public License
Die Q Public License ist eine Freie-Software-Lizenz vom Unternehmen Trolltech und wurde durch das Produkt Qt bekannt.
Die Lizenz soll die Freiheit des Austauschs der Software im Sinne von Open Source gewähren, ähnlich der bekannten GNU General Public License (GPL). Sie ist von der Open Source Initiative zertifiziert, wodurch man mehr Sicherheit hat, dass QPL-lizenzierte Software Open Source ist.
Die QPL ist allgemein nicht kompatibel zur GPL, da man Veränderungen von QPL-lizenzierter Software nur in Form von Patches oder ähnlich deutlich gekennzeichnet verbreiten darf. Die GPL verbietet daher theoretisch die Verbindung (Linking) von QPL-Software mit GPL-Software, manche Rechteinhaber wie die Free Software Foundation erteilen jedoch Sondergenehmigungen hierfür.

## Rechte
Man darf Software, die unter der QPL veröffentlicht wurde, in unveränderter Form kopieren und weitergeben, solange man das Paket unangetastet lässt – d. h. Copyright-Hinweise, Warenzeichen und Haftungsausschlüsse müssen mitgegeben werden, so wie sie der Hersteller angegeben hat. Dies sichert die Integrität der Originalversion.
Die Software darf verändert werden, und diese Veränderungen dürfen auch verbreitet werden, aber nur in einer vom Originalcode getrennten Form, wie z. B. Patches. Jedoch sind andere Formen nicht von der Lizenz verboten, man kann seine Veränderungen auch anderweitig deutlich kennzeichnen. Ausgenommen von Veränderungen sind wiederum Copyright-Hinweise. Hiermit wird die strikte Trennung von Original und Veränderung unterstrichen.
Veröffentlicht der Entwickler den Quellcode seiner Änderungen an QPL-lizenzierter Software selbst unter der QPL (was er nicht muss), so erhält der Autor der Originalversion das Recht, diese Änderungen in einer zukünftigen Version mit einzubeziehen, solange dieser für diese zukünftige Version wieder die QPL wählt. Damit kann der Entwickler des Originals die Arbeit anderer Entwickler, die durch die Offenheit des Quellcode möglich wurde, für sich nutzen, jedoch nur, wenn er diese wieder der Entwicklergemeinde freigibt.
Bei einer Veröffentlichung der Änderungen in Binärversion muss der Entwickler einige Punkte beachten. Zum einen muss er die Änderungen unter der QPL-Lizenz freigeben, zum anderen muss er sicherstellen, dass sich die Anwender über ihre Rechte im Klaren sind (durch beilegen des Lizenztexts) und Zugriff auf den Quellcode haben. Dafür darf er nicht mehr verlangen als die Kosten der Übertragung, und er muss die Verfügbarkeit des Codes in seinen Veränderungen deutlich anmerken. Dies ist sehr ähnlich zur GNU General Public License, die auch sicherstellt, dass zu Binärcode immer der Quellcode verfügbar ist. Dieser Passus verhindert zudem, dass Veränderungen an QPL-lizenzierter Software einfach unter eine andere, vielleicht kostenpflichtige Lizenz gestellt werden.
Wie die meisten Lizenzen für freie Software gewährt auch diese das Recht auf vollständige Nutzung der Original- oder modifizierten Version zusammen mit anderer Software und einzeln.
Für die Verbindung mit anderen Programmen („Linken“) sieht die QPL vor, dass die gelinkte Software auch freie Software sein muss. In diesem Fall heißt das, dass die Anwender der gelinkten Software den Quellcode höchstens zum Preis der Übertragung erhalten müssen und Veränderungen der gelinkten Software erlaubt sind, wiederum mit Erlaubnis der Weitergabe in Binär- und Quellcodeform an jede Person. Sollten die gelinkten Programme oder der Quellcode nicht für die Öffentlichkeit zugänglich sein, kann der Entwickler der Originalsoftware verlangen, dass er eine Kopie des Quellcodes erhält. Auf diesem Weg kann der Code dann doch veröffentlicht werden, da alle, die im Besitz eines gelinkten Programms sind, dieses weitergeben dürfen.

## Haftungsausschluss
Die QPL schließt eine Haftung des Entwicklers für Schäden in jedem Fall komplett aus, auch wenn er über Mängel informiert war.
Zusätzlich wird keine Garantie gewährt, die Software und Lizenz werden „as is“ abgegeben.
Gerichtsstand der QPL ist Norwegen, als Gericht ist das Osloer Stadtgericht angegeben. Bisher musste die Lizenz aber noch nie vor Gericht verteidigt werden.

## Geschichte
Die Q Public License entstand aus der Konkurrenz der beiden Linux-Desktop-Umgebungen K Desktop Environment und Gnome.
KDE benutzt Qt als Bibliothek für die graphische Darstellung. Bis 1998 war Qt ein rein proprietäres Produkt, was 1998 zur Entstehung des GNOME-Desktops führte, um nicht von einem Unternehmen abhängig zu sein.
Doch mit Version 2.0 änderte Trolltech die Lizenz von Qt auf Drängen der Free Software Foundation – Qt wurde unter der QPL veröffentlicht. Damit war die freie Entwicklung sichergestellt. Für kommerzielle Produkte gab es eine zusätzliche Lizenz. Erst durch diese Lizenzänderung war es für die meisten Linux-Distributionen möglich, das K Desktop Environment in ihre Paketliste aufzunehmen.
Im April 1998 wurde die Verantwortung an der QPL und damit das Recht sie zu verändern, an die KDE Free Qt Foundation abgetreten. Damit war die Freiheit von Qt sichergestellt, denn die Stiftung kann, sollte Trolltech als Unternehmen nicht weiterbestehen oder die Entwicklung von Qt einstellen, die letzte Version unter die BSD-Lizenz stellen.
Mit Version 4.5 wurde Qt im März 2009 unter die weniger restriktive LGPL gestellt.

## Populäre Projekte unter der QPL
- Qt – Bibliothek u. a. zur Erstellung von grafischen Benutzeroberflächen für verschiedene Betriebssysteme
- Cervisia – CVS-Oberfläche für KDE